# Everyone's Hero
Everyone's Hero is een Canadese animatiefilm uit 2006.

## Verhaal
De kleine honkballer Irving maakt een enorme reis om Babe Ruth en de New York Yankees te helpen de World Series te winnen. Hij moet namelijk de honkbalknuppel van Babe Ruth op tijd bij de honkballer brengen in 1932. Onderweg ontmoet hij een aantal nieuwe vrienden die hem helpen zijn doel te bereiken.

## Rolverdeling
| Acteur          | Personage                 |
| --------------- | ------------------------- |
| Brian Dennehy   | George Herman 'Babe' Ruth |
| Whoopi Goldberg | Darlin'                   |
| Robin Williams  | Napoleon Cross            |
| Ed Helms        | Hobo Louie                |
| Richard Kind    | Hobo Andy / Maitre D'     |
| William H. Macy | Lefty Maginnis            |
| Mandy Patinkin  | Stanley Irving            |
| Raven-Symoné    | Marti Brewster            |
| Rob Reiner      | Screwie                   |
| Jake T. Austin  | Yankee Irving             |
| Robert Wagner   | Mr. Robinson              |
| Dana Reeve      | Emily Irving              |
| Gideon Jacobs   | Bully Kid Tubby           |